# Eunice annulicirrata
Eunice annulicirrata är en ringmaskart som beskrevs av Michiya Miura 1986. Eunice annulicirrata ingår i släktet Eunice och familjen Eunicidae. Inga underarter finns listade i Catalogue of Life.